# ألان كاسيل
ألان كاسيل (بالإنجليزية: Alan Cassell)‏ هو ممثل أسترالي وبريطاني، ولد في 16 فبراير 1932 في مانشستر في المملكة المتحدة، وتوفي في 30 أغسطس 2017 في Kyneton ‏ في أستراليا.

## ترشيحات
- جائزة آكتا لأفضل ممثل في دور رئيسي [الإنجليزية]‏ (1979)

## وصلات خارجية
- ألان كاسيل على موقع IMDb (الإنجليزية)
- ألان كاسيل على موقع قاعدة بيانات الفيلم (الإنجليزية)